# Sợi carbon

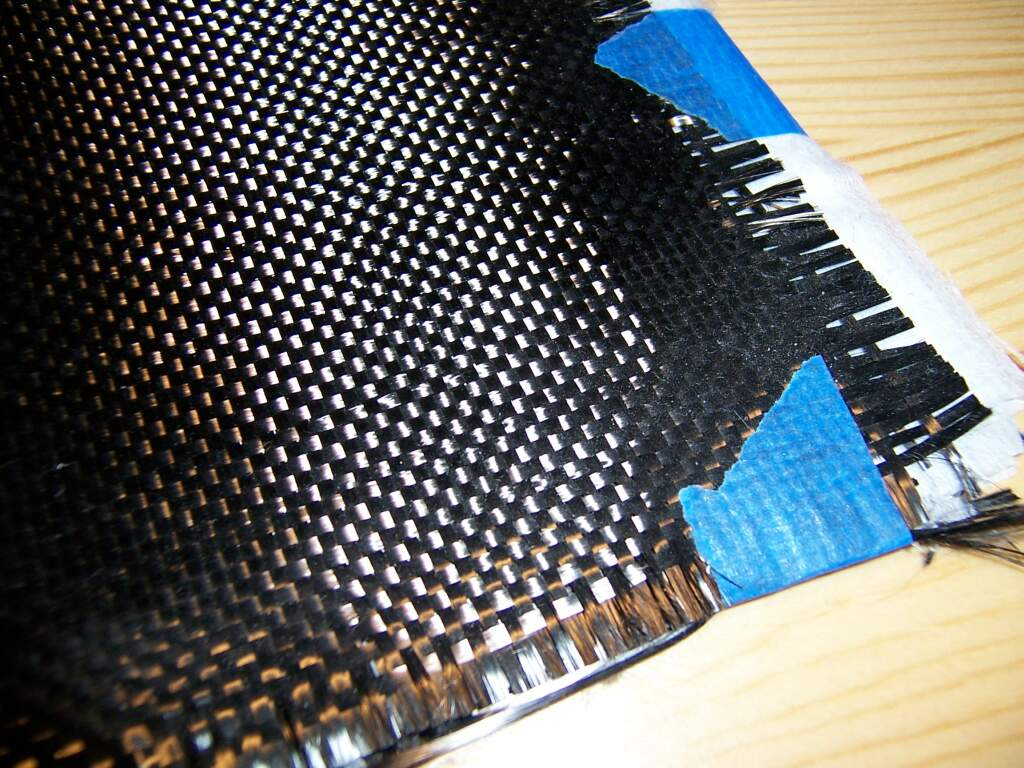
Vải làm từ sợi carbon dệt lại

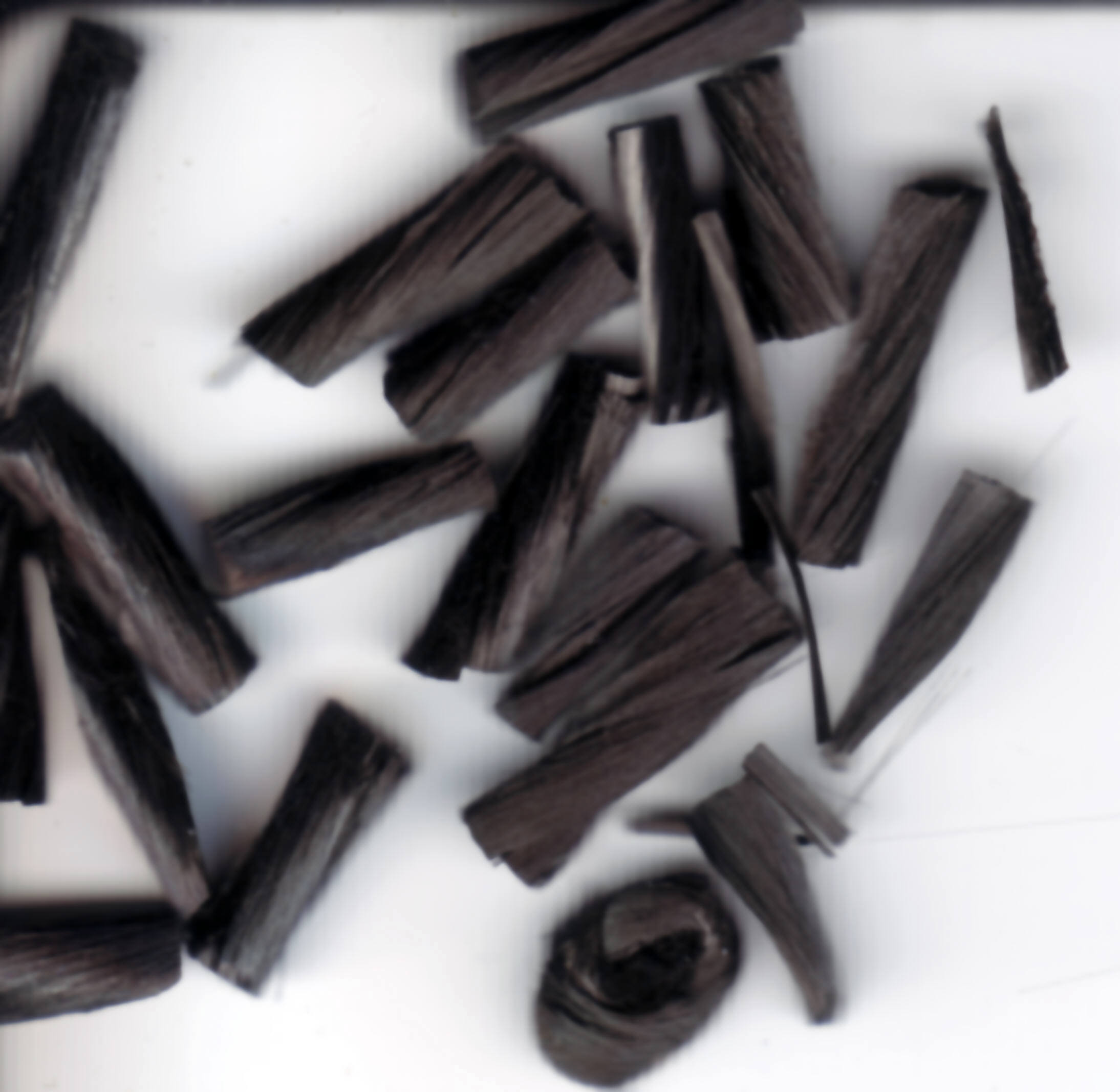
Sợi carbon dài 8 mm cắt nhỏ

Sợi carbon hoặc sợi cacbon (xen kẽ sợi cacbon, sợi graphite hoặc sợi than chì) là những sợi có đường kính khoảng 5-10 micrômet và có thành phần chủ yếu là các nguyên tử carbon. Sợi carbon có một số lợi thế bao gồm độ cứng cao, độ bền kéo cao, trọng lượng thấp, kháng hóa chất cao, chịu được nhiệt độ cao và giãn nở nhiệt thấp. Những đặc tính này đã làm cho sợi carbon rất phổ biến trong ngành hàng không vũ trụ, kỹ thuật dân dụng, quân sự và thể thao cạnh tranh. Tuy nhiên, chúng tương đối đắt tiền khi so sánh với các loại sợi tương tự, chẳng hạn như sợi thủy tinh hoặc sợi nhựa.
Để tạo ra sợi carbon, các nguyên tử carbon được liên kết với nhau trong các tinh thể ít nhiều liên kết song song với trục dài của sợi vì sự liên kết tinh thể mang lại tỷ lệ cường độ trên thể tích cao của sợi (làm cho nó mạnh về kích thước của nó). Vài ngàn sợi carbon được bó lại với nhau để tạo thành một cuộn, có thể tự sử dụng hoặc dệt thành vải.
Sợi carbon thường được kết hợp với các vật liệu khác để tạo thành một vật liệu hỗn hợp. Khi được ngâm tẩm với nhựa dẻo và nung, nó tạo thành polymer gia cố bằng sợi carbon (thường được gọi là sợi carbon) có tỷ lệ sức bền trên trọng lượng rất cao và cực kỳ cứng mặc dù hơi giòn. Sợi carbon cũng được kết hợp với các vật liệu khác, chẳng hạn như than chì, để tạo thành vật liệu tổng hợp carbon-carbon gia cố, có khả năng chịu nhiệt rất cao.

## Lịch sử
Năm 1860, Joseph Swan lần đầu tiên sản xuất sợi carbon, để sử dụng trong bóng đèn. Vào năm 1879, Thomas Edison đã nướng các sợi bông hoặc các thanh tre ở nhiệt độ cao để carbon hóa chúng thành một sợi hoàn toàn bằng sợi carbon được sử dụng trong một trong những bóng đèn sợi đốt đầu tiên được đốt nóng bằng điện. Năm 1880, Lewis Latimer đã phát triển dây tóc carbon đáng tin cậy cho bóng đèn sợi đốt, được đốt nóng bằng điện.
Năm 1958, Roger Bacon đã tạo ra các sợi carbon hiệu suất cao tại Trung tâm Kỹ thuật Union carbide Parma nằm bên ngoài Cleveland, Ohio. Những sợi này được sản xuất bằng cách đốt nóng các sợi rayon cho đến khi chúng được cacbon hóa. Quá trình này tỏ ra không hiệu quả, vì các sợi thu được chỉ chứa khoảng 20% carbon và có đặc tính độ cứng và độ cứng thấp. Đầu những năm 1960, một quá trình được phát triển bởi Tiến sĩ Akio Shindo tại Cơ quan Khoa học và Công nghệ Công nghiệp Nhật Bản, sử dụng polyacrylonitrile (PAN) làm nguyên liệu thô. Điều này đã tạo ra một sợi carbon chứa khoảng 55% carbon. Năm 1960 Richard Millington của HI Thompson Fiberglas Co. đã phát triển một quy trình (Bằng sáng chế Hoa Kỳ số 3.294.489) để sản xuất sợi có hàm lượng carbon cao (99%) sử dụng rayon làm tiền chất. Các sợi carbon này có đủ cường độ (mô đun đàn hồi và độ bền kéo) để làm cốt thép cho vật liệu tổng hợp có cường độ cao đến các đặc tính trọng lượng và cho các ứng dụng chịu nhiệt độ cao.
Sức mạnh tiềm năng cao của sợi carbon đã được hiện thực hóa vào năm 1963 trong một quy trình được phát triển bởi W. Watt, LN Phillips và W. Johnson tại Cơ sở chế tạo máy bay Hoàng gia tại Farnborough, Hampshire. Quá trình này được Bộ Quốc phòng Anh cấp bằng sáng chế, sau đó được Tập đoàn Phát triển Nghiên cứu Quốc gia Anh cấp phép cho ba công ty: Rolls-Royce, người đã sản xuất sợi carbon; Morganit; và Courtaulds. Trong một vài năm, sau khi sử dụng thành công năm 1968 một tổ hợp quạt bằng sợi carbon Hyfil trong động cơ phản lực Rolls-Royce Conway của máy bay Vickers VC10, Rolls-Royce đã tận dụng các đặc tính của vật liệu mới để xâm nhập thị trường Mỹ với động cơ aero RB-211 với lá máy nén bằng sợi carbon. Thật không may, lá thép tỏ ra dễ bị tổn thương do va chạm với chim. Vấn đề này và những vấn đề khác đã khiến Rolls-Royce thất bại đến mức công ty bị quốc hữu hóa vào năm 1971. Nhà máy sản xuất sợi carbon đã được bán đi để tạo thành công ty Bristol Composites.
Vào cuối những năm 1960, người Nhật đã đi đầu trong việc sản xuất sợi carbon dựa trên PAN. Một thỏa thuận công nghệ chung năm 1970 cho phép Union carbide sản xuất sản phẩm Toray Industries của Nhật Bản. Morganite quyết định rằng việc sản xuất sợi carbon là phần ngoại vi của hoạt động kinh doanh cốt lõi của mình, khiến cho Courtaulds trở thành nhà sản xuất sợi carbon lớn duy nhất của Anh. Quá trình sản xuất vô cơ dựa trên nước của Courtelle làm cho sản phẩm dễ bị tạp chất, không như các sản phẩm được làm từ quá trình hữu cơ được các nhà sản xuất sợi carbon khác áp dụng, dẫn đến việc Courtaulds ngừng sản xuất sợi carbon vào năm 1991.
Trong những năm 1960, công việc thử nghiệm để tìm ra các nguyên liệu thô thay thế đã dẫn đến sự ra đời của các sợi carbon được làm từ một mỏ dầu có nguồn gốc từ chế biến dầu. Những sợi này chứa khoảng 85% carbon và có độ bền uốn tuyệt vời. Ngoài ra, trong giai đoạn này, Chính phủ Nhật Bản đã hỗ trợ rất nhiều cho việc phát triển sợi carbon tại nhà và một số công ty Nhật Bản như Toray, Nippon Carbon, Toho Rayon và Mitsubishi đã bắt đầu phát triển và sản xuất. Kể từ cuối những năm 1970, các loại sợi carbon tiếp tục gia nhập thị trường toàn cầu, mang lại độ bền kéo cao hơn và mô đun đàn hồi cao hơn. Ví dụ, T400 từ Toray với độ bền kéo 4.000 MPa và M40, mô-đun 400 GPa. Sợi carbon trung gian, chẳng hạn như IM 600 từ Toho Rayon với tối đa 6.000 MPa đã được phát triển. Sợi carbon từ Toray, Celan và Akzo tìm đường đến ứng dụng hàng không vũ trụ từ phụ đến sơ cấp trong quân đội và sau đó là máy bay dân dụng như trong các máy bay của McDonnell Douglas, Boeing, Airbus và United Airplane Corporation.

## Cấu trúc và tính chất

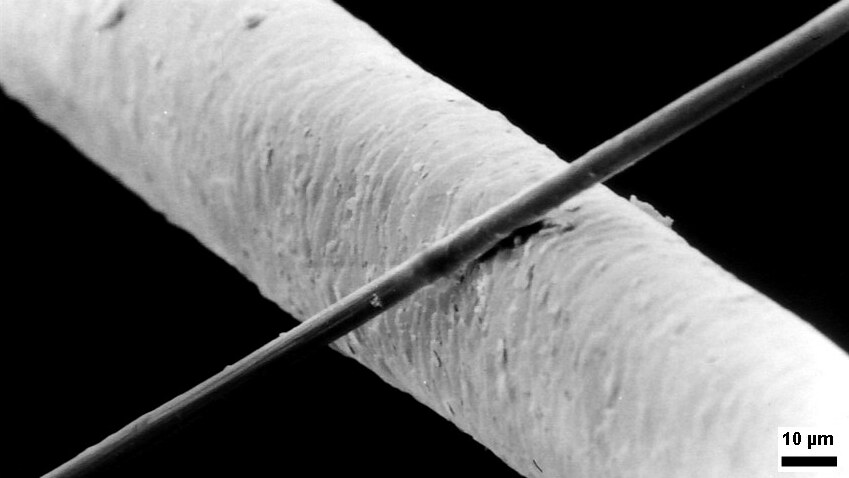
Một sợi carbon có đường kính 6 μ m (chạy từ dưới trái sang trên cùng bên phải) so với sợi tóc của con người

Sợi carbon thường được cung cấp dưới dạng sợi kéo liên tục thành một cuộn. Bó là một tập hợp gồm hàng ngàn sợi carbon riêng lẻ liên tục được giữ với nhau và được bảo vệ bởi một lớp phủ hữu cơ, chẳng hạn như polyethylen (PEO) hoặc rượu polyvinyl (PVA). Việc cuộn sợi để có thể thuận tiện mở ra để sử dụng. Mỗi dây tóc carbon trong một cuộn là một hình trụ liên tục với đường kính 5-10 micromet và hầu như chỉ bao gồm carbon. Thế hệ sớm nhất (vd T300, HTA và AS4) có đường kính 16-22 micromet. Sợi sau (ví dụ IM6 hoặc IM600) có đường kính khoảng 5 micromet.
Cấu trúc nguyên tử của sợi carbon tương tự như than chì, bao gồm các tấm nguyên tử carbon được sắp xếp theo mô hình lục giác đều (tấm graphen), sự khác biệt nằm ở cách các tấm này lồng vào nhau. Than chì là một vật liệu tinh thể trong đó các tấm được xếp song song với nhau theo cách thông thường. Các lực liên phân tử giữa các tấm là lực Van der Waals tương đối yếu, khiến than chì có các đặc tính mềm và giòn.
Tùy thuộc vào tiền chất để tạo ra sợi, sợi carbon có thể là động lực học - turbostratic - hoặc graphit, hoặc có cấu trúc lai với cả hai phần graphit và động lực học. Trong sợi carbon phản lực, các tấm nguyên tử carbon được gấp lại một cách ngẫu nhiên, hoặc nhàu nát, cùng nhau. Sợi carbon có nguồn gốc từ polyacrylonitrile (PAN) là turbostratic, trong khi sợi carbon có nguồn gốc từ mesophase sân là graphitic sau khi xử lý nhiệt ở nhiệt độ vượt quá 2200   °C. Sợi carbon turbostratic có xu hướng có độ bền kéo cao, trong khi sợi carbon có nguồn gốc mesophase được xử lý nhiệt có mô đun Young cao (nghĩa là độ cứng cao hoặc khả năng mở rộng dưới tải) và độ dẫn nhiệt cao.

## Các ứng dụng

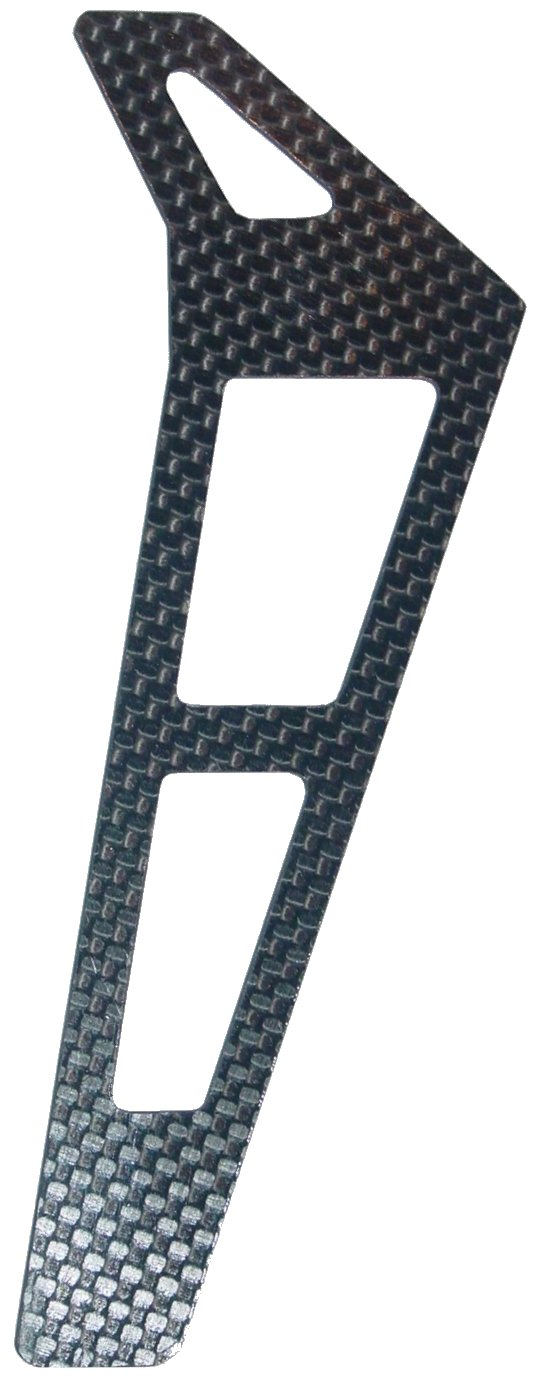
Đuôi máy bay trực thăng RC, làm bằng polymer gia cố bằng sợi carbon

Năm 2012, nhu cầu thị trường sợi carbon toàn cầu ước tính là 1,7 tỷ USD với mức tăng trưởng ước tính hàng năm là 10-12% từ năm 2012-2015. Nhu cầu mạnh nhất về sợi carbon đến từ máy bay và hàng không vũ trụ, năng lượng gió, cũng như ngành công nghiệp ô tô với các hệ thống nhựa được tối ưu hóa.
Sợi carbon có thể có chi phí cao hơn các vật liệu khác là một trong những yếu tố hạn chế của việc áp dụng. Trong một so sánh giữa vật liệu thép và sợi carbon cho vật liệu ô tô, chi phí sợi carbon có thể đắt hơn 10-12 lần. Tuy nhiên, phí bảo hiểm này đã giảm trong thập kỷ qua so với ước tính đắt hơn 35 lần so với thép vào đầu những năm 2000.

### Vật liệu composite
Sợi carbon được sử dụng đáng chú ý nhất để gia cố vật liệu composite, đặc biệt là loại vật liệu được gọi là polymer gia cố bằng than chì hoặc sợi carbon. Vật liệu phi polymer cũng có thể được sử dụng làm ma trận cho sợi carbon. Do sự hình thành của carbide kim loại và cân nhắc đến ăn mòn, carbon đã chỉ thành công hạn chế trong các ứng dụng hỗn hợp ma trận kim loại. Carbon-carbon gia cố (RCC) bao gồm than chì được gia cố bằng sợi carbon và được sử dụng cấu trúc trong các ứng dụng nhiệt độ cao. Sợi cũng được sử dụng để lọc các loại khí có nhiệt độ cao, như một điện cực có diện tích bề mặt cao và khả năng chống ăn mòn hoàn hảo, và như một thành phần chống tĩnh điện. Đúc một lớp sợi carbon mỏng giúp cải thiện đáng kể khả năng chống cháy của polyme hoặc vật liệu tổng hợp nhiệt vì lớp sợi carbon dày đặc, nhỏ gọn phản xạ nhiệt hiệu quả.
Việc sử dụng vật liệu tổng hợp sợi carbon ngày càng tăng đang thay thế nhôm trong các ứng dụng hàng không vũ trụ, thay bằng các kim loại khác vì các vấn đề ăn mòn điện.

### Dệt may

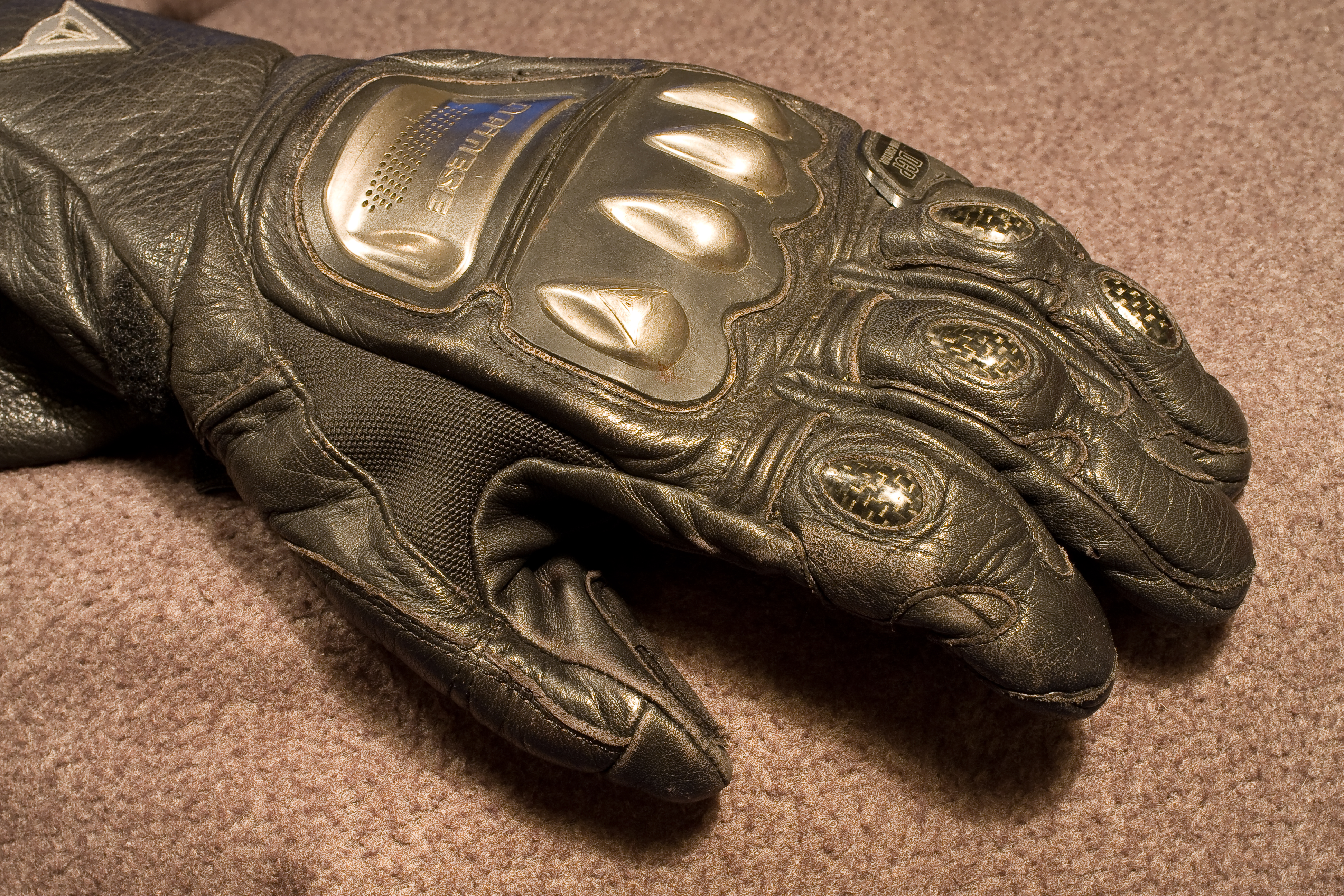
Găng tay đua xe máy với bảo vệ sợi carbon cho dây chằng ở ngón tay

Tiền chất cho sợi carbon là polyacrylonitrile (PAN), rayon và pitch. Sợi sợi carbon được sử dụng trong một số kỹ thuật xử lý: sử dụng trực tiếp là để chuẩn bị, cuộn dây tóc, pultrusion, dệt, bện, vv Sợi sợi carbon được đánh giá theo mật độ tuyến tính (trọng lượng trên một đơn vị chiều dài; nghĩa là, 1   g / 1000   m = 1   tex) hoặc theo số lượng sợi trên mỗi sợi, tính bằng nghìn. Ví dụ: 200   tex cho cuộn 3.000 sợi của sợi carbon mạnh gấp ba lần cuộn 1.000 sợi carbon, nhưng cũng nặng gấp ba lần. Cuộn sợi này sau đó có thể được sử dụng để dệt một tấm vải sợi carbon. Sự xuất hiện của loại vải này thường phụ thuộc vào mật độ tuyến tính của sợi và kiểu dệt được chọn. Một số loại dệt thường được sử dụng là twill, satin và plain. Sợi carbon sợi cũng có thể được dệt kim hoặc bện.

### Vi điện cực
Sợi carbon được sử dụng để chế tạo các vi điện cực bằng sợi carbon. Trong ứng dụng này thường là một sợi carbon duy nhất có đường kính 5-7 μm được niêm phong trong mao quản thủy tinh. Ở phần đầu, mao quản được hàn kín bằng epoxy và được đánh bóng để tạo ra vi điện cực đĩa sợi carbon hoặc sợi được cắt theo chiều dài 75. Các vi điện cực bằng sợi carbon được sử dụng hoặc trong phép đo ampe kế hoặc quét nhanh theo chu kỳ để phát hiện tín hiệu sinh hóa.

### Sưởi ấm linh hoạt

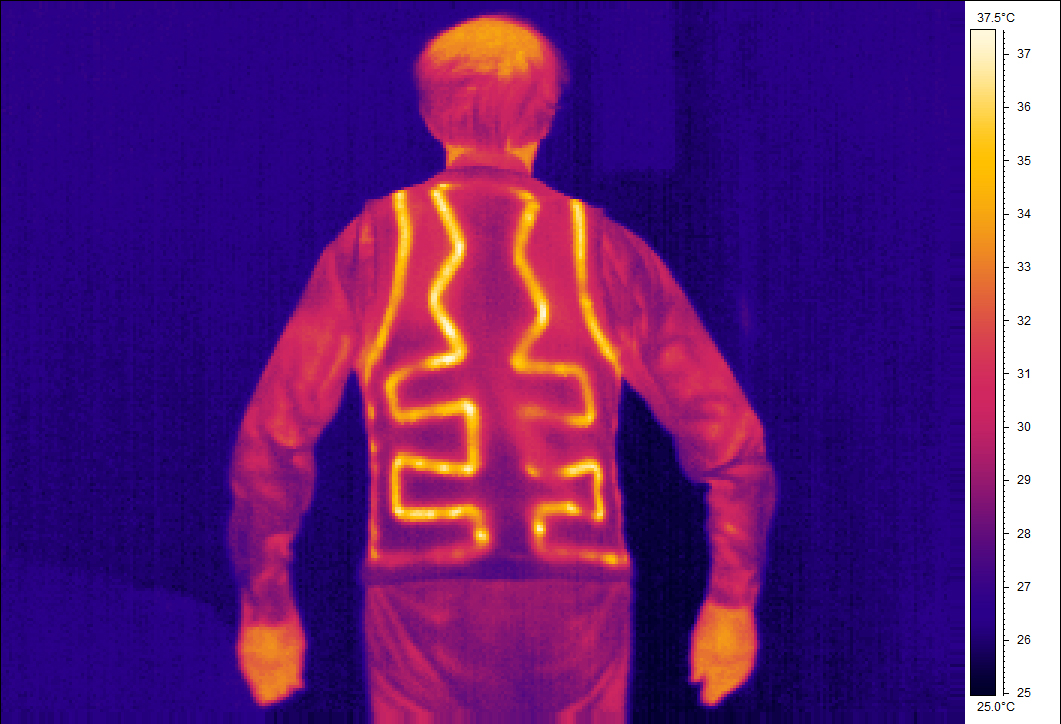
Một chiếc áo khoác làm ấm bằng sợi carbon DIY

Được biết đến với độ dẫn điện của chúng, sợi carbon có thể tự mang dòng điện rất thấp. Khi được dệt thành các loại vải lớn hơn, chúng có thể được sử dụng để cung cấp nhiệt hồng ngoại một cách đáng tin cậy trong các ứng dụng đòi hỏi các yếu tố làm nóng linh hoạt và có thể dễ dàng duy trì nhiệt độ trên 100   °C do tính chất vật lý của chúng. Nhiều ví dụ về loại ứng dụng này có thể được nhìn thấy trong 'DIY' hoặc Do it Yourself các sản phẩm được làm nóng của quần áo và chăn. Do tính trơ hóa học của nó, nó có thể được sử dụng tương đối an toàn giữa hầu hết các loại vải và vật liệu; tuy nhiên, quần short gây ra bởi vật liệu gấp lại chính nó sẽ dẫn đến tăng lượng nhiệt tạo ra và có thể dẫn đến hỏa hoạn.

## Tổng hợp

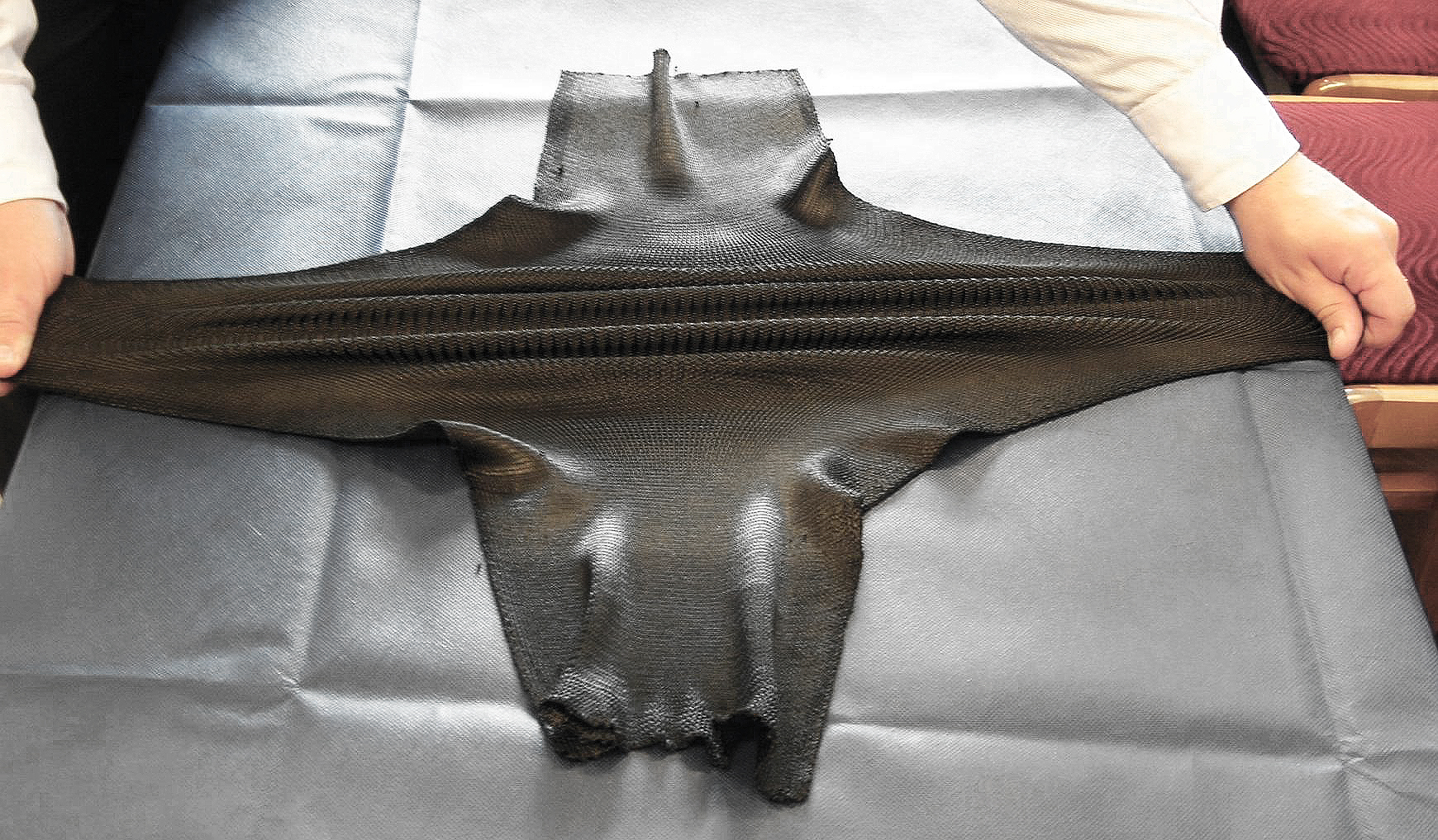
Tính linh hoạt của vải dựa trên carbon rayon

Mỗi sợi carbon được sản xuất từ một polymer như polyacrylonitrile (PAN), rayon, hoặc xăng dầu sân, biết đến như một tiền thân. Đối với các polyme tổng hợp như PAN hoặc rayon, tiền chất trước tiên được tách thành sợi tơ, sử dụng các quá trình hóa học và cơ học để bước đầu sắp xếp các phân tử polymer theo cách tăng cường tính chất vật lý cuối cùng của sợi carbon đã hoàn thành. Thành phần tiền chất và các quy trình cơ học được sử dụng trong quá trình kéo sợi sợi có thể khác nhau giữa các nhà sản xuất. Sau khi vẽ hoặc kéo sợi, các sợi tơ polymer sau đó được nung nóng để loại bỏ các nguyên tử phi carbon (cacbon hóa), tạo ra sợi carbon cuối cùng. Các sợi sợi carbon có thể được xử lý thêm để cải thiện chất lượng xử lý, sau đó xử lý các bobbins.
1. Polymerization of acrylonitrile to PAN,
2. Cyclization during low temperature process,
3. High temperature oxidative treatment of carbonization (hydrogen is removed). 
After this, process of graphitization starts where nitrogen is removed and chains are joined into graphite planes.

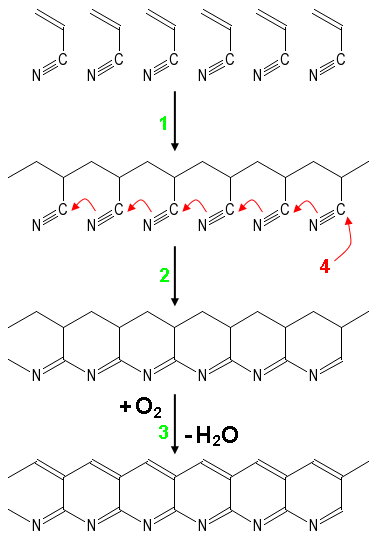
Tổng hợp sợi carbon từ polyacrylonitrile (PAN):

Một phương pháp sản xuất phổ biến liên quan đến việc làm nóng các sợi PAN kéo dài đến khoảng 300   °C trong không khí, phá vỡ nhiều liên kết hydro và oxy hóa vật liệu. PAN bị oxy hóa sau đó được đặt vào lò nung có khí quyển trơ của khí như argon và được làm nóng đến khoảng 2000   °C, gây ra sự graphit hóa của vật liệu, thay đổi cấu trúc liên kết phân tử. Khi được nung nóng trong điều kiện chính xác, các chuỗi này liên kết với nhau (polyme bậc thang), tạo thành các tấm graphene hẹp cuối cùng hợp nhất để tạo thành một dây tóc cột đơn. Kết quả thường là 93 carbon95% carbon. Sợi chất lượng thấp hơn có thể được sản xuất bằng cách sử dụng cao độ hoặc rayon làm tiền chất thay vì PAN. Carbon có thể được tăng cường hơn nữa, như mô đun cao, hoặc carbon cường độ cao, bằng các quá trình xử lý nhiệt. Carbon được làm nóng trong phạm vi 1500   °C (carbon hóa) thể hiện độ bền kéo cao nhất (5.650   MPa, hoặc 820.000   psi), trong khi sợi carbon được làm nóng từ 2500 đến 3000   °C (graphitizing) thể hiện mô đun đàn hồi cao hơn (531   GPa, hoặc 77.000.000   psi). 

### Nghiên cứu sản xuất sợi tái tạo
Hiện nay, một số tổ chức nghiên cứu đang thực hiện nghiên cứu để cố gắng tổng hợp sợi carbon từ các nguyên liệu thô không tái tạo. Nếu thành công, điều này có thể làm giảm lượng khí thải nhà kính liên quan đến sản xuất sợi carbon cũng như chi phí sản xuất dài hạn.

## Xem thêm

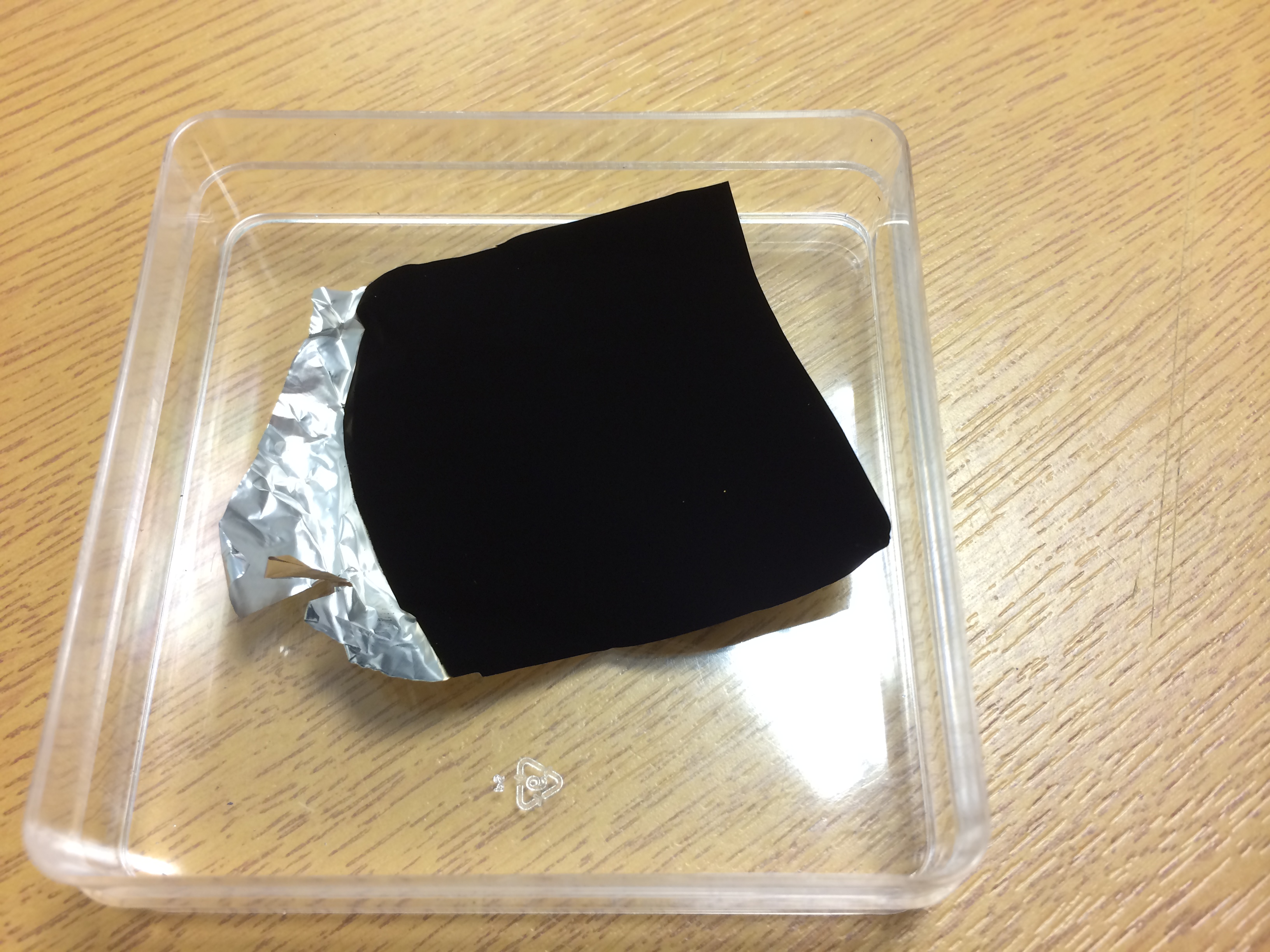
Vantablack